# Den Nederlandske Løves Orden
Løve Orden eller Civil Fortjenstorden af den nederlandske Løve (hollandsk: De Orde van de Nederlandse Leeuw) er en nederlandsk orden, der blev oprettet 29. september 1815 af den første konge af Holland Vilhelm 1..
Den Nederlandske Løves Orden blev indtil for nylig tildelt fremtrædende folk fra alle samfundslag, inklusive generaler, ministre, borgmestre for store byer, professorer og ledende forskere, ledere fra industrien, højtstående funktionærer, dommere og berømte kunstnere.  Siden 1980 er ordenen primært blevet brugt til at anerkende fremtrædende folk inden for kunst, sport og litteratur; andre har i stedet modtaget Oranie-Nassau Orden.
Den Nederlandske Løves Orden rangerer efter den eftertragtede William-orden. Hvert år på dronningens officielle fødselsdag, 30. april, offentliggøres de forskellige tildelinger af ordenen. Den anden og tredje klasse inden for ordenen tildeles ikke udenlandske statsborgere; de kan i stedet tildeles Orange Nassau-orden eller Kroonorde.
Kongen af Holland er ordensherre for ordenen. Ordenen inddeles i 3 klasser. Der var også en medalje for "brødre", der dog ikke er blevet givet siden 1960. Brødrene uddøde, og graden blev afskaffet i 1994.

## Grader
Der findes følgende klasser og grader for Den Nederlandske Løves Orden:
- Ridder af 1. grad, kaldt storkommandører: Reserveret til medlemmer af den kongelige familie, udenlandske statsoverhoveder og en lukket kreds af tidligere premierministre, prinser og kardinaler.
- Ridder af 2. grad, kaldt kommandør: Tildeles normalt hollandske Nobel prisvindere, nogle få fremtrædende kunstnere, forfattere og politikere.
- Ridder af 3. grad, kaldt riddere: Indtil for nylig blev denne tildelt medlemmer af det "etablerede samfundssystem". Nu om dage tildeles den normalt til vittighedstegnere, populære musikere og alle der vinder en guld medalje ved de Olympiske lege.
- Broder: tildeles ikke længere; se nedenfor.

## Brødrene
Før fandtes der en klasse kendt som Broder, som ikke er blevet tildelt i nyere tid. Den blev tildelt dem, specielt i lavere samfundslag, der udførte gode gerninger, var selvopofrende eller gjorde gode gerninger over for deres medmennesker (f.eks. risikere livet for at redde andre). Sammen med hædersbevisningen fulgte en årlig udbetaling på 200 gylden, af hvilken halvdelen ville blive givet til enke(manden) ved modtagerens død.